# Weichteilhemmung

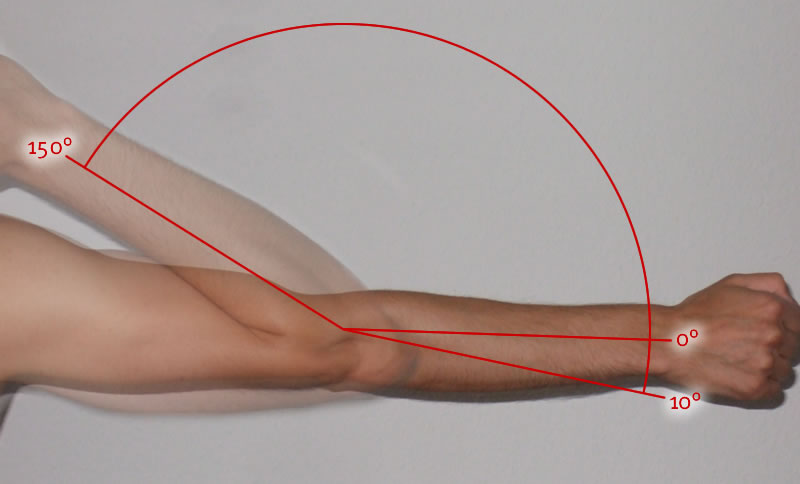
Bewegungsausmaß des Ellbogengelenks (Normalwerte)

Als Weichteilhemmung wird in der Medizin eine Art der Bewegungshemmung von Gelenken (Gelenkhemmung) bezeichnet.

## Definition
Bei der Weichteilhemmung wird die Bewegung des Gelenks durch das vorhandene Weichteilgewebe, vor allem Fett- und Muskelgewebe, eingeschränkt. Das jeweilige Gelenk erreicht dadurch nicht die theoretisch maximale Flexion. Die Weichteilhemmung wird durch antrainierte Muskelmasse, zum Beispiel bei Kraftsportlern oder Sprintern, zusätzlich verstärkt. Ebenso kommt es bei Übergewicht zu gesteigerten Hemmungen der Gelenke durch Weichteilgewebe.

### Beispiel: Hemmung des Ellbogengelenks
Wird das Ellbogengelenk gebeugt, berührt nach einem gewissen Grad der Bewegung der Unterarm die Muskulatur des Oberarms, die Flexion des Gelenks wird gehemmt. Verstärkt wird der Effekt zum Beispiel durch ausgeprägtes Training des Musculus biceps brachii.

### Beispiel: Hemmung des Kniegelenks
Bei der Beugung des Kniegelenks hemmt der Weichteilmantel, also das Fett- und Muskelgewebe der Ober- und Unterschenkel, die maximale Flexion des Gelenks, je nach Ausprägung des jeweiligen Gewebes in unterschiedlicher Stärke. Sichtbar wird die Hemmung etwa beim Heranziehen der Ferse an das Gesäß oder beim „knieenden“ Sitzen.